# Camille Jenatzy

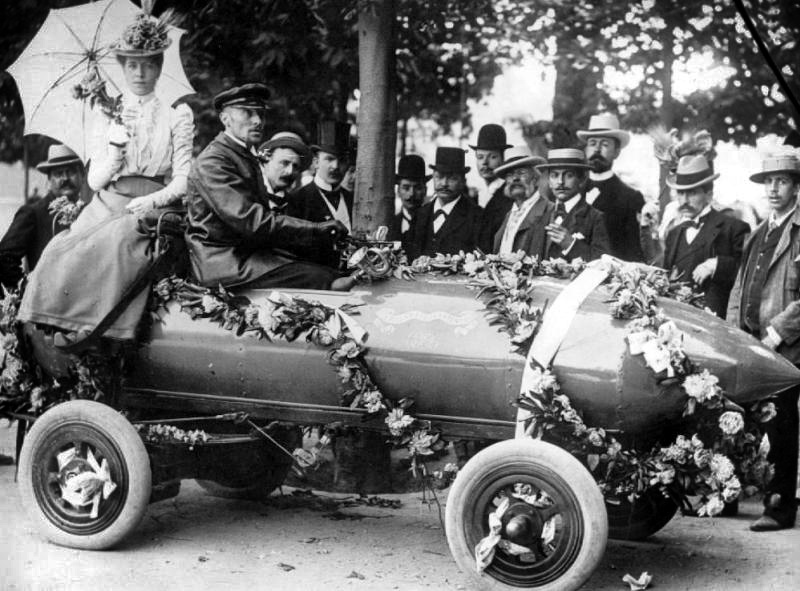
Camille Jenatzy se svou ženou na oslavné jízdě 1. května 1899 po překonání rychlosti 100 km/h 29. dubna 1899

Camille Jenatzy (4. listopadu 1868, Schaerbeek – 8. prosince 1913) byl belgický automobilový závodník, konstruktér a podnikatel. Sestrojil elektromobil, se kterým 29. dubna 1899 jako první člověk na silnici překonal rychlost 100 km/h a celkem třikrát překonal světový rychlostní rekord.

## Kariéra

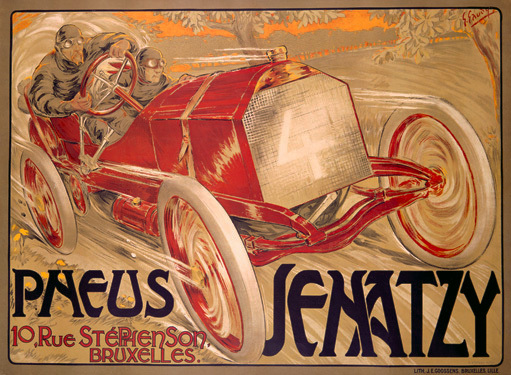
Camille Jenatzy vítězí ve svém Mercedesu v Poháru Gordona Benneta v roce 1903.

Jenatzy, který byl pro svůj rudý plnovous, temperament i odvážnou jízdu přezdíván Rudý ďábel, dosáhl 17. ledna 1899 v Achères u Paříže, na kilometrové trati s vozem CGA Dogcart rychlosti 66,66 km/h. Rekord překonal už toho dne hrabě Gaston de Chasseloup-Laubat s vozem „Jeantaud“, ale o deset dní později jel Jenatzy rychlostí 80,35 km/h.
Rekord opět později překonal Chasseloup-Laubat, který na svém voze Jeantaud provedl změny tvaru podle tehdy ještě nedokonalých znalostí o aerodynamice. Jenatzy však 29. dubna 1899 ve vlastnoručně postaveném elektromobilu doutníkovitého tvaru nazvaném La Jamais Contente („Věčně nespokojená“) dosáhl rychlosti 105,88 km/h. V roce 1902 rekord překonal s parním vozem Léon Serpollet, rychlostí 120,7 km/h.
Jenatzym konstruované elektromobily vyráběla v období 1899 až 1901 firma Compagnie Internationale des Transports Automobile v Paříži. Pod značkou Jenatzy-Martini vyráběla od roku 1903 hybridní vozy firma Martini.
Závodní kariéru začal Jenatzy s vozy firmy Mors, na Tour de France 1899 byl sedmý. V roce 1903 Jenatzy přešel k závodnímu týmu Mercedes, při přerušeném závodě Paříž–Madrid 1903 byl čtrnáctý a v závodě Bennettova poháru v irském Athy získal pro německý tým první mezinárodní vítězství. O rok později dojel v závodě Bennettova poháru v Bad Homburgu druhý s obrovským štěstím, když jeho vůz při přejíždění železniční tratě minul projíždějící vlak jen o několik centimetrů. Po této události však už nikdy jeho jízda nebyla jako předtím. Sice závodil dál až do roku 1910 s vozy Mors i Mercedes, zúčastnil se i Kaiserpreis v roce 1907, ale žádný úspěch se už nedostavil.
Jenatzy zemřel v roce 1913 na lovu u Habay la Neuve v belgických Ardennách, kde byl se svými přáteli. Schoval se za křoví a ze žertu imitoval zvířecí zvuky tak dokonale, že se jeden z lovců, belgický politik Alfred Madoux, ředitel deníku L'Etoile Belge domníval, že je v těch místech divoký kanec a vystřelil. Po zjištění, že zranil člověka, přátelé ihned naložili Jenatzyho do vozu a vezli do nemocnice. Camille Jenatzy však cestou vykrvácel. Tak se splnila jeho věštba, že zemře ve voze značky Mercedes. Camille Jenatzy je pohřben na hřbitově v Laekenu.